# Artemisia filifolia
L'Artemisia filifolia è una pianta della famiglia delle Asteracee, originaria degli Stati Uniti occidentali, dove è nota con il nome comune di sand sagebrush.

## Descrizione
Si presenta come un arbusto legnoso molto ramificato che può raggiungere 1,5 m di altezza. Le foglie di colore argenteo-grigio possono essere intere o pennate, suddivise in segmenti filiformi, e hanno una lunghezza di 3–8 cm. Fiorisce da agosto a metà settembre producendo fiori di colore giallo. I frutti sono acheni ovoidali di circa 1 mm.

## Distribuzione e habitat
L'A. filifolia cresce in terreni sabbiosi ed è diffusa negli Stati Uniti occidentali, prevalentemente in Utah, Colorado, Nuovo Messico e Arizona, e nello stato messicano di Chihuahua.